# Права ЛГБТ у Чечні
Офіційно представники ЛГБТ-спільноти в Чечні не переслідуються законом. Але насправді тема гомосексуальності в регіоні є соціальним табу, внаслідок чого вони зазнають систематичного насильства з боку суспільства та співробітників поліції.
Особливий резонанс отримали повідомлення про масові незаконні затримання, тортури й вбивства геїв у 2017 році. Правозахисники назвали цю подію небувалою.

## Історія переслідування
У Середньовіччя чеченське суспільство жило за нормами традиційного права —  адатом (звичаями). Причому в різних містах регіону та в різних тайпів (родів) ці звичаї могли сильно відрізнятися. Згідно з адатами, гомосексуальні контакти між чоловіками зазвичай вважалися злочином як і будь-які інші форми позашлюбного сексу. Принципово вони не відрізнялися одне від одного ні за кваліфікацією, ні за покаранням. Провина не вважалася злочином проти суспільства чи моральності, але натомість вважалася проблемою конкретної родини, з якою вона повинна сама розібратися аби уникнути "втрати честі" й остракізму з боку соціуму. Ступінь покарання значно варіювався: починаючи від штрафу, вигнання та закінчуючи нерідко вбивством. Для того, щоб засудити людину потрібно було свідчення очевидця.
У XVI—XIX століттях у Чечні розповсюджується іслам, унаслідок чого мусульманське право й шаріат стали конкурувати з нормами місцевих звичаїв. Згідно з цим будь-які одностатеві контакти (як чоловічі, так і жіночі) вважалися гріхом. Мусульманське право визнавало чоловічі гомосексуальні стосунки злочином, тотожним зіні, однак ступінь покарання за них також міг відрізнятися: від тілесних покарань батогами до смертної кари. Окрім цього для винесення звинувачення шаріатським судом потрібні було свідчення чотирьох чоловіків, які бачили акт проникнення. До жіночих одностатевих контактів ставилися м'якше.
У 1834 році імам Шаміль очолив створений ним Північно-Кавказький імамат. До цієї теократичної ісламської держави входили Чечня, Дагестан і частина Черкесії. За час свого правлення Шаміль боровся з адатами, які суперечили шаріату. У 1859 році під час російсько-кавказької війни імамат був окупований Російською імперією. Нова влада створила для горян спеціальні місцеві суди, які керувалися в роботі адатами. Ця система проіснувала до 1920-х років. При цьому російська влада заборонила вбивства за одностатеві контакти, проте зберегла решту видів покарання: вигнання, штрафи та «кровну помсту». Для інших громадян імперії діяли норми Уложення про покарання кримінальні та виправні, згідно з якими за одностатеві контакти чоловіки позбавлялися прав і були заслані до Сибіру.
Після розпаду імперії та громадянської війни в Росії в 1920 році Чечня ввійшла до складу СРСР. Адати й шаріат були заборонені. Згідно з радянськими законами гомосексуальність була декриміналізована. У 1933 році під час сталінських репресій було знову введено покарання за одностатеві стосунки (5 років ув'язнення), яке проіснувало до розпаду СРСР.
У 1991 році після розпаду СРСР було проголошено Чеченську Республіку Ічкерію. Потім розпочалася перша російсько-чеченська війна. У 1996 році після завершення війни та прийняття Хасав'юртівських угод і до початку другої російсько-чеченської війни в 1999 році, Чечня де-факто знаходилася поза правовим полем Російської Федерації. У республіці було прийнято свій Кримінальний кодекс, майже повністю скопійований із Кримінального кодексу Судану 1991 року. При цьому в самому Судані кримінальне переслідування гомосексуалів було введено в 1899 році внаслідок завоювання Британською імперією, а продовжилося після ісламізації країни. У чеченському кримінальному кодексі норми мусульманського права своєрідно поєднувалися з інститутами європейського права. У ньому, зокрема, передбачалося покарання за одностатеві стосунки між чоловіками, при цьому не лише анальний контакт між чоловіками, а й чоловіка з жінкою. Винний вперше і вдруге піддавався «бичуванню» кількістю 100 ударів і ув'язненню до 5 років, якщо ж він був визнаний винним втретє — страті або довічному ув'язненню. У ході другої російсько-чеченської війни відбулася ліквідація Чеченської Республіки Ічкерії та встановлення на її території російської влади, а гомосексуальні контакти стали офіційно легальними.

## Ситуація в суспільстві
Соціологиня та кавказознавчиня І. В. Костеріна зазначає, що після розпаду СРСР на Північному Кавказі почалися процеси відновлення архаїчних практик: «убивство честі», «кровна помста», «викрадення нареченої» тощо. Питання сексуальності в суспільстві цього регіону є табуйованими, розмови на такі теми вважаються аморальними. Окрім цього, забороненість цієї теми диктується новим розповсюдженням ісламу. Як наслідок у народу й влади склалися ультраконсервативні гомофобні уявлення про те, що гомосексуалів у цьому регіоні в принципі й бути не може. У чеченському суспільстві також є прийнятим архаїчне поняття «ганьби». При цьому «ганьба» розповсюджується не лише на одну людину, але й на всю родину, яка зазнає остракізму з боку інших людей. Наприклад, дівчата з цієї родини не зможуть вийти заміж а член родини не зможе працевлаштуватися і т.ін. Вважається, що рідні осоромленої людини мають самі з нею розібратися, у тому числі за допомогою «вбивства честі» або вигнання. При цьому правоохоронні органи Чечні часто не розслідують такі вбивства. Одним із приводів для «ганьби» є гомосексуальність. Такого ж відношення можуть зазнати й трансгендерні люди. Доктор історичних наук і кавказознавець В. О. Бобровніков зазначає, що сучасна риторика чеченської влади більше схожа саме на радянську традицію осуду гомосексуальності, і реально повернутися до дорадянських національних традицій і шаріату неможливо.
Чеченські гомосексуали ведуть прихований спосіб життя. Спілкуються лише серед вузького кола довірених осіб. Часто вони одружені й мають дітей, оскільки цього вимагає від них сім'я.
За багатьма свідченнями в Чечні серед працівників правоохоронних органів склалася практика «підстав» геїв. Поліцейські в Інтернеті знайомилися з гомосексуалом, виманювали його на зустріч а потім били. Після цього вони створювали компромат, вимагаючи гроші й імена інших геїв.
Голова Чеченської Республіки Рамзан Кадиров, якого правозахисники звинувачують в побудові тоталітаризму, неодноразово висловлювався на тему гомосексуальності. 2009 року в інтерв'ю газеті «Завтра» він назвав гомосексуальність "головною проблемою сучасної Росії", у 2016 році розкритикував Костянтина Райкіна за виставу «Все оттенки голубого».
За даними «Российской ЛГБТ-сети», до липня 2020 року за допомоги активістів із республіки втекли 177 осіб, 143 з яких покинули Росію. Правозахисники з цієї організації стверджують, що затримання людей продовжуються й досі та лише в минулому році з Чечні було вивезено 40 людей.

## Події 2017 року
Журналістки Олена Мілашина й Ірина Гордієнко підкреслюють, що після вбивства Бориса Нємцова в Чеченській республіці практика масових незаконних затримань та позасудових страт стала звичайним ділом. Причому правоохоронні органи однаковими методами борються з "неправильними" мусульманами (салафіти й ваххабіти), "наркоманами" та порушниками ПДР.
У березні 2017 року правозахисна організація «Российская ЛГБТ-сеть» почала отримувати інформацію, що на території Чечні почалися масові затримання, тортури та вбивства гомосексуальних чоловіків. 29 березня ця організація відкрила гарячу лінію.
1 квітня «Новая газета» опублікувала статтю, у якій повідомлялося про більш ніж 100 незаконно затриманих і щонайменше 3 убитих геїв у Чечні. Серед затриманих згадувалися відомі муфтії та журналісти. Інформацію про масові затримання підтвердила правозахисниця Е. Л. Сокірянськая. 3 квітня журналістка Олена Мілашина розповіла, що кількість убитих може бути понад 50 осіб.
За даними розслідування «Новой газеты», перша хвиля незаконних затримань почалася в 20-х числах лютого, коли в Чечні був затриманий молодик у стані алкогольного сп'яніння. Переглядаючи його телефон, поліцейські знайшли матеріали інтимного характеру та контакти місцевих гомосексуалів. У результаті почалися масові затримання та вбивства. Друга хвиля репресій відбулася після того, як на початку березня ЛГБТ-активісти проєкту «GayRussia.ru» в межах загальноросійської компанії подали заявки на проведення гей-параду в низці міст регіону (Нальчик, Черкеськ, Ставрополь, Майкоп). За даними розслідування Радіо Свобода, масові затримання гомосексуалів у Чечні почалися ще в грудні 2016 року. Пізніше інтерв'ю жертв були опубліковані іншими ЗМІ, зокрема такими як The Guardian та BBC.
Незаконно затриманих людей відправляли в секретні в'язниці (наприклад в Аргуні та Цоці-Юрті), де також утримувалися підозрювані, які мають зв'язки з Сирією. Затриманих били, катували струмом і пляшками, проводили так звані «профілактичні та виховні бесіди», деяких убивали. При цьому в членів родин вимагали викуп за звільнення ув'язнених. Рідних, які приїжджали до близьких, також принижували й вимагали здійснити «убивство честі» родича. Під час тортур поліцейські дізнавалися імена інших гомосексуалів, яких потім затримували.
Серед причетних до розправ «Новая газета» назвала спікера парламенту Чечні Магомеда Даудова та начальника відділу МВС РФ у місті Аргун Аюба Катаєва.